# Кубек Емілій Антонович
Кубек Емілій Антонович (23 листопада 1857, с. Штефурів Свидницького округу, Австро-Угорщина — 17 липня 1940, США) — закарпатський письменник, дослідник життя лемків.

## Біографія
Після закінчення духовної семінарії (1881) став священиком. У с. Снаків розгорнув культурно-освітню діяльність, допоміг збудувати дорогу, розводив сади, сприяв удосконаленню способів господарювання, подбав про побудову школи, заснував хоровий і драматичний гуртки, дописував до періодичних видань.
У 1904 р. емігрував до США і з 1904 р. до самої смерті виконував обов'язки греко-католицького священика в Маганой Сіті (штат Пенсильванія). Тут написав ряд літературних творів.

## Літературна творчість
Автор роману „Марко Шолтис” (1918-1920), прозових творів „Єдно виданіє”, „Пасхальний дар”, „Після дождя – сонце”, „Кому што Бог обіцяв” та ін., першого багатомовного словника.
Кубек став найпродуктивнішим русиномовним письменником в США, опублікував велику кількість ліричних поезій та оповідань. У більшості з них переважали теми ностальгії за русинською батьківщиною, залишеною назавжди.
Найбільший з літературних є роман «Марко Шолтис» (1918–1920). У 1922 р. надрукований у чотиритомнику творів Е. Кубека. Твір розповідає про життя закарпатських лемків, написаний лемківською говіркою з незначною домішкою церковнослов'янських і російських слів. Дія «Марка Шолтиса» відбувається, починаючи від 1870-х років, і закінчується у 1917 р. в одному із сіл Пряшівщини. Автор дуже вдало змалював життя і побут лемків.
Менші прозові твори («Єдно виданіє», «Пасхальний дар», «Після дождя — сонце», «Кому што Бог обіцяв» та ін.) теж пов'язані з життям закарпатських лемків в еміграції.

## Наукова діяльність
Автор першого в новій українській лексикографії багатомовного словника «Старославянско-уторській-русскій-нѣмецкій словарь къ Свѧщенному Писанію» (1906). У його реєстрі — 550 вокабул. Українська частина лексикона докладно опрацьована, містить, як правило, ряди відповідників реєстрових слів: загальноукраїнських, діалектних підкарпатоукраїнських. Наявний і російський лексичний матеріал. Як джерело для вивчення діалектної лексики словник Кубек нині зберігає свою цінність.